# Can Crusat
Can Crusat és una obra de Marçà (Priorat) protegida com a Bé Cultural d'Interès Local.

## Descripció
Edifici de planta rectangular, bastit de maçoneria arrebossada, amb reforç de carreu als angles, de planta baixa, pis i golfes i cobert per teulada a quatre vessants. A la façana principal, que dona a la plaça de l'església, s'obren una porta dovellada i una finestra a la planta baixa; dos balcons no sortits al pis i quatre finestres a les golfes. És interessant la porta, de dues dernes desiguals i portella.

## Història
Can Crusat és un bon exemple de l'arquitectura popular del segle xvii, de la qual hi ha bones mostres en altres edificis de pobles de la comarca. Constitueix, juntament amb algun altre edifici, el nucli antic de Marçà, justament al peu del camí que menava al castell del poble. Molt poques han estat les modificacions sofertes a través del temps, exceptuada la remodelació d'algun balcó, la qual cosa confereix a la casa, unida a la seva excel·lent conservació, un valor arquitectònic innegable.